# Arcus College
Het Arcus College was een regionaal opleidingencentrum (ROC). Arcus College had haar hoofdvestiging in Heerlen en had vestigingen verder in Parkstad Limburg, in Sittard en in Maastricht.
Vanaf 1 augustus 2019 zijn het Arcus College en ROC Leeuwenborgh gefuseerd onder de nieuwe naam VISTA college.

## Mbo-opleidingen
Arcus College leverde een aantal mbo-opleidingen, die zijn ondergebracht in de units: Administratie en Handel; Gezondheidszorg, Dienstverlening en Welzijn (GDW), Horeca en Toerisme en Techniek. Men biedt zowel beroepsopleidende leerweg (BOL) en beroepsbegeleidende leerweg (BBL) -opleidingen aan.

## Overige opleidingen
Naast bovengenoemde mbo-opleidingen biedt Arcus College via de unit Educatie/Trajectbureau cursussen, trajecten (volwassenenonderwijs) en opleidingen aan.

## Nieuwbouw schoolgebouw
Op 23 januari 2012 werd in het tv-programma De slag om Nederland gesteld dat de school een van de rijkste ROC's in Nederland is. Het Arcus College werd in deze aflevering bekritiseerd vanwege de geldbesteding aan een nieuw onderwijscomplex in Heerlen, dat acht bestaande gebouwen moest vervangen. De noodzaak van de nieuwbouw werd betwijfeld en zou leegstand tot gevolg hebben. Ook zou er te weinig in het onderwijs zelf geïnvesteerd worden. Als reactie hierop gaf het Arcus College in een persbericht aan dat de nieuwbouw op de geplande locatie bevorderlijk geacht werd voor de kwaliteit van het onderwijs. Ook zouden de oude gebouwen in het centrum van Heerlen niet meer voldoen aan de eisen die het moderne onderwijs stelt.